# Střední odborná škola waldorfská Ostrava
Střední odborná škola waldorfská, Ostrava, příspěvková organizace (neoficiálně Waldorfské lyceum) je čtyřletá veřejná střední škola gymnaziálního typu zakončená maturitou. Byla založena ve školním roce 2003/2004. Ve školském rejstříku má škola registrován studijní obor 78-42-M/004 Waldorfské lyceum. Škola se stala první a prozatím jedinou střední alternativní školou v Moravskoslezském kraji. Vyučování hlavních předmětů probíhá v tzv. epochách (vždy dvě denně), kdy jednotlivé předměty jsou vyučovány několik po sobě následujících dnů tak, aby žáci bez prodlení navazovali na probrané učivo. Počet žáků je omezen na jednu třídu v ročníku.
Škola je jedním ze 3 waldorfských lyceí v ČR, další se nachází v Praze na Opatově a v Semilech 
Škola je podporována Nadačním fondem Via Vitae v oblastech od hmotného zajištění výuky, přes vzdělávání pedagogů, tuzemskou a zahraniční spolupráci rodičů až po publikační činnost
V roce 2010 v ročníku soutěže Děti točí hrdiny, kterou vyhlašuje Česká televize a občanské sdružení Kaspara Malesia v kategorii středních škol zvítězil snímek SOŠ Waldorfská v Ostravě natočený studentekami Terezou Rekovou a Markétou Pantokovou. Dokument s názvem „Někdo musel jít“ o hrdinovi bojů u Tobruku plk. Josefu Křístkovi z Frýdku-Místku uvedla Česká televize v prosinci 2010.